# Øksfjord (Finnmark)

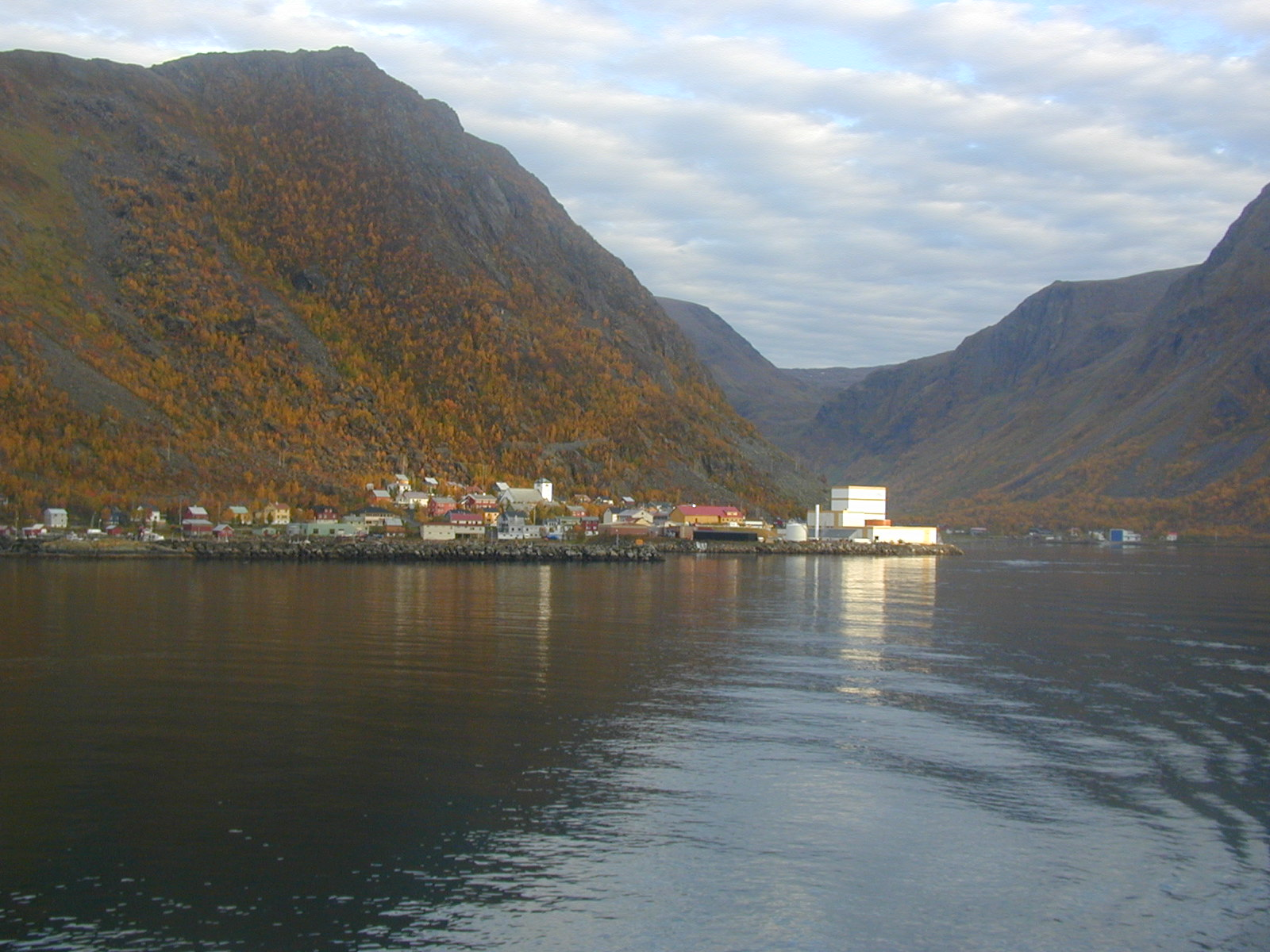
Das Dorf Øksfjord (Blick von Norden)

Der Øksfjord ist ein 25 km langer Fjord auf dem Gebiet der Kommune Loppa im Fylke (Provinz) Finnmark in Norwegen. Er beginnt im Norden am Arktischen Ozean. Er zweigt dort nahezu unmittelbar nach dem Eingang des Stjernsunds, der südlichsten der drei Einfahrten in den Altafjord (zwischen der Insel Stjernøya und dem Festland), von diesem nach Süden ab.
An seinem Ostufer etwa 2 km südlich der Einfahrt in den Fjord liegt der Ort Øksfjord, Verwaltungszentrum der Kommune Loppa. Etwa 750 m weiter südlich in kleinen Bucht von Vassdalen liegt der kleine Fährhafen des Ortes, in dem die Schiffe der Hurtigruten täglich anlegen und von dem aus Fährverbindungen quer über den Fjord nach Westen sowie zu den nur per Fähre erreichbaren Dörfern Bergsfjord und Sør-Tverrfjord und nach Hasvik auf der Insel Sørøya bestehen.
Der nahezu durchgehend 2 km breite Fjord verläuft zunächst etwa 15 km nach Süden, verengt sich dann östlich des Gletschers Øksfjordjøkelen beim Durchbruch durch eine Bergkette kurz auf nur noch 1,6 km und biegt danach rechtwinklig nach Osten ab. Nach weiteren 5 km, nun nur noch 1,5 km breit, biegt er nach Südosten um, um sich auf den letzten 5 km allmählich bis auf 1000 m zu verjüngen. Schließlich endet er in einem nur noch etwa 300 m breiten, 1,5 km langen Ausläufer 300 m nordöstlich der kleinen Siedlung Øksfjordbotn, etwa 4 km nördlich des Altafjord-Nebenarms Langfjord.
Die Provinzstraße 882 verläuft am Ostufer des Fjords von Øksfjord nach Süden bis nach Øksfjordbotn und von dort aus weiter zum Nordufer des Langfjords, dem sie etwa 10 km nach Westen folgt, um dann an die Europastraße 6 anzubinden.